# Veerploeg
Een veerploeg is een stuk gereedschap voor het schaven van een veer aan een plank voor de messing-en-groefverbinding. De veer ontstaat door het wegschaven van hout ter weerszijden van de veer. De schaaf kan door twee mensen bediend worden.
De groef in een plank, waar de veer inpast, wordt met een ploegschaaf geschaafd.

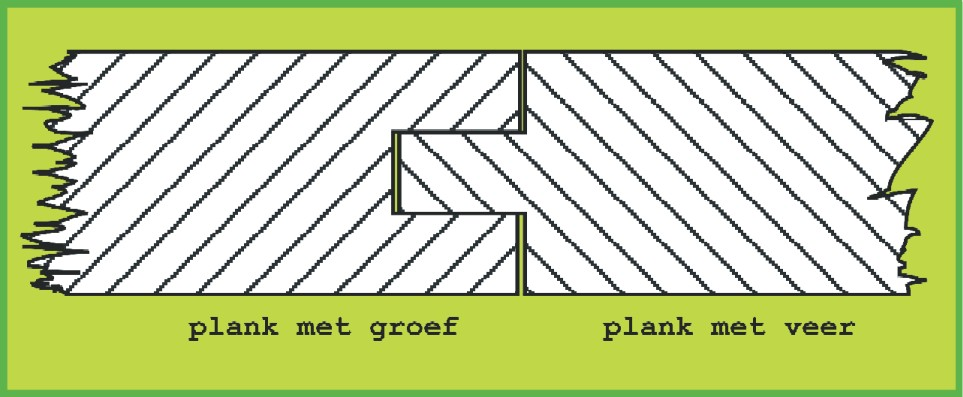
messing-en-groefverbinding
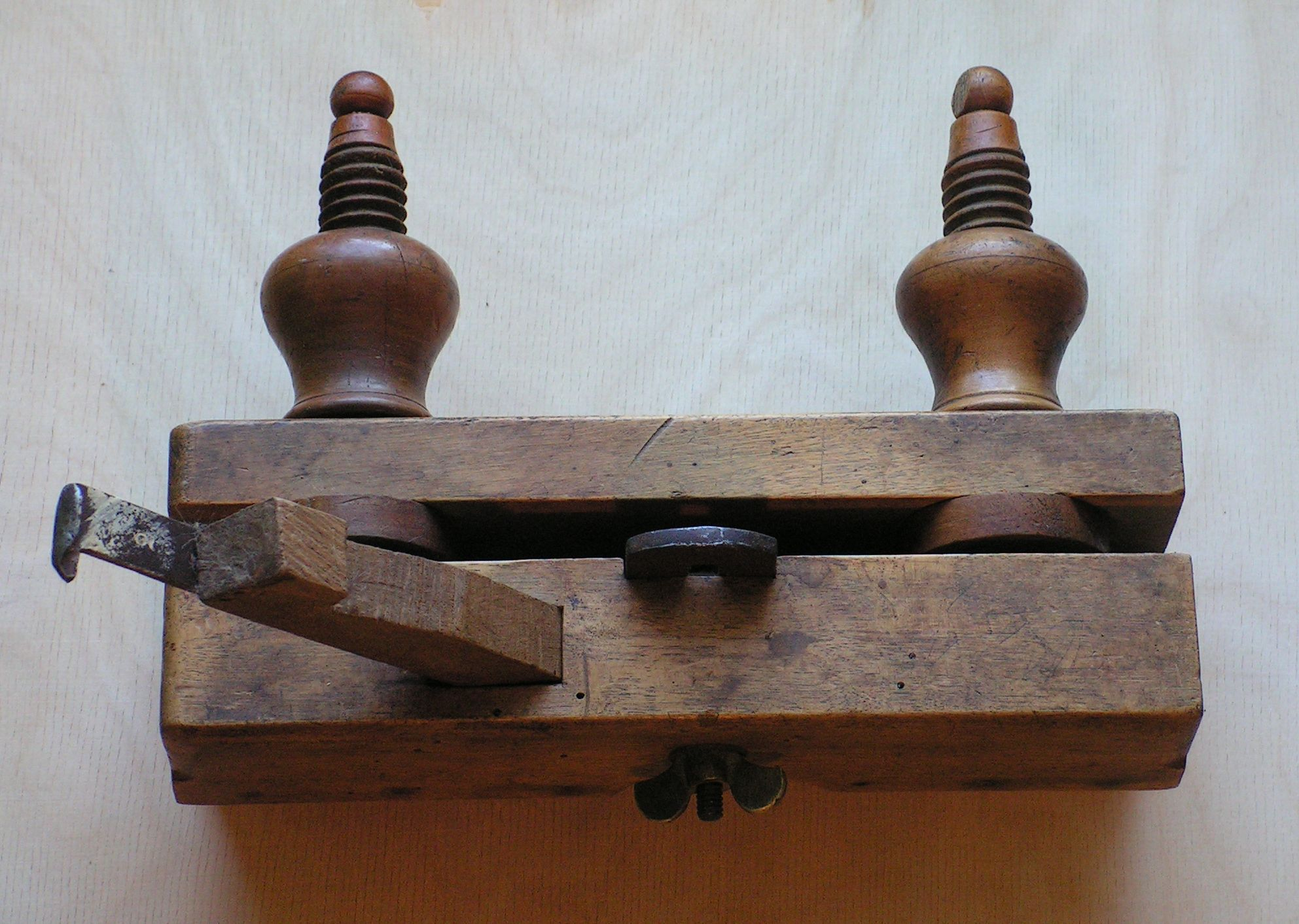
veerploeg
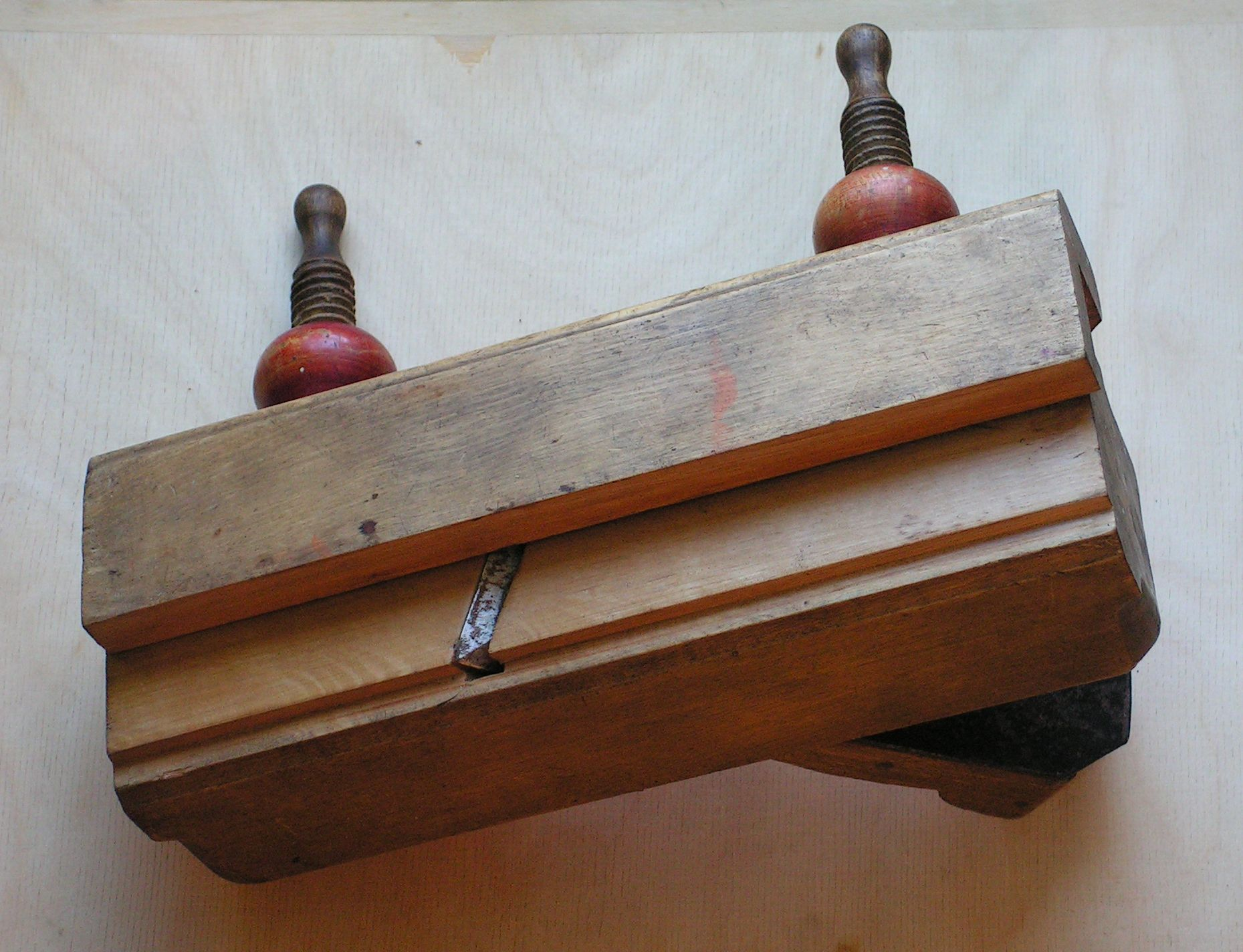
veerploeg
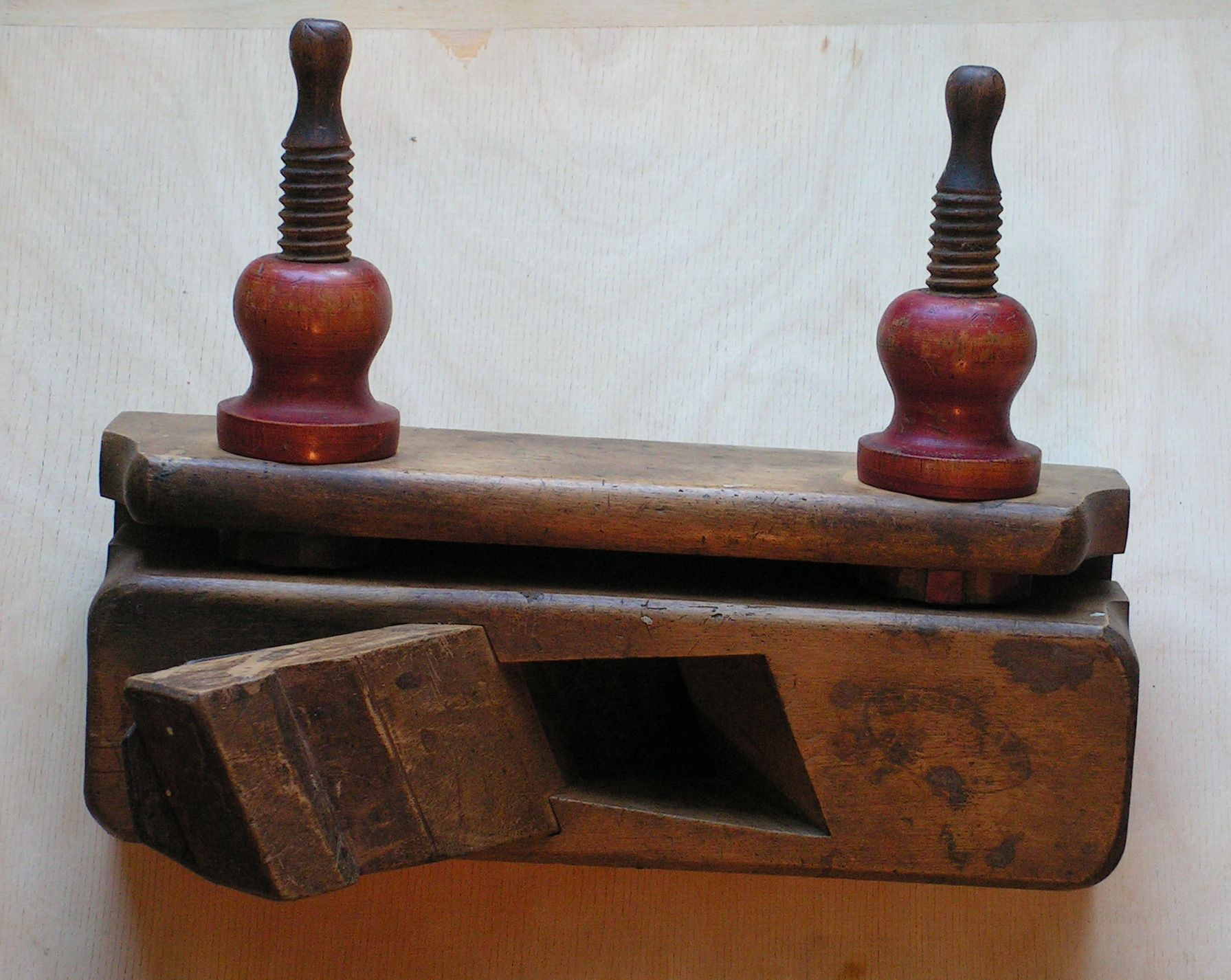
veerploeg
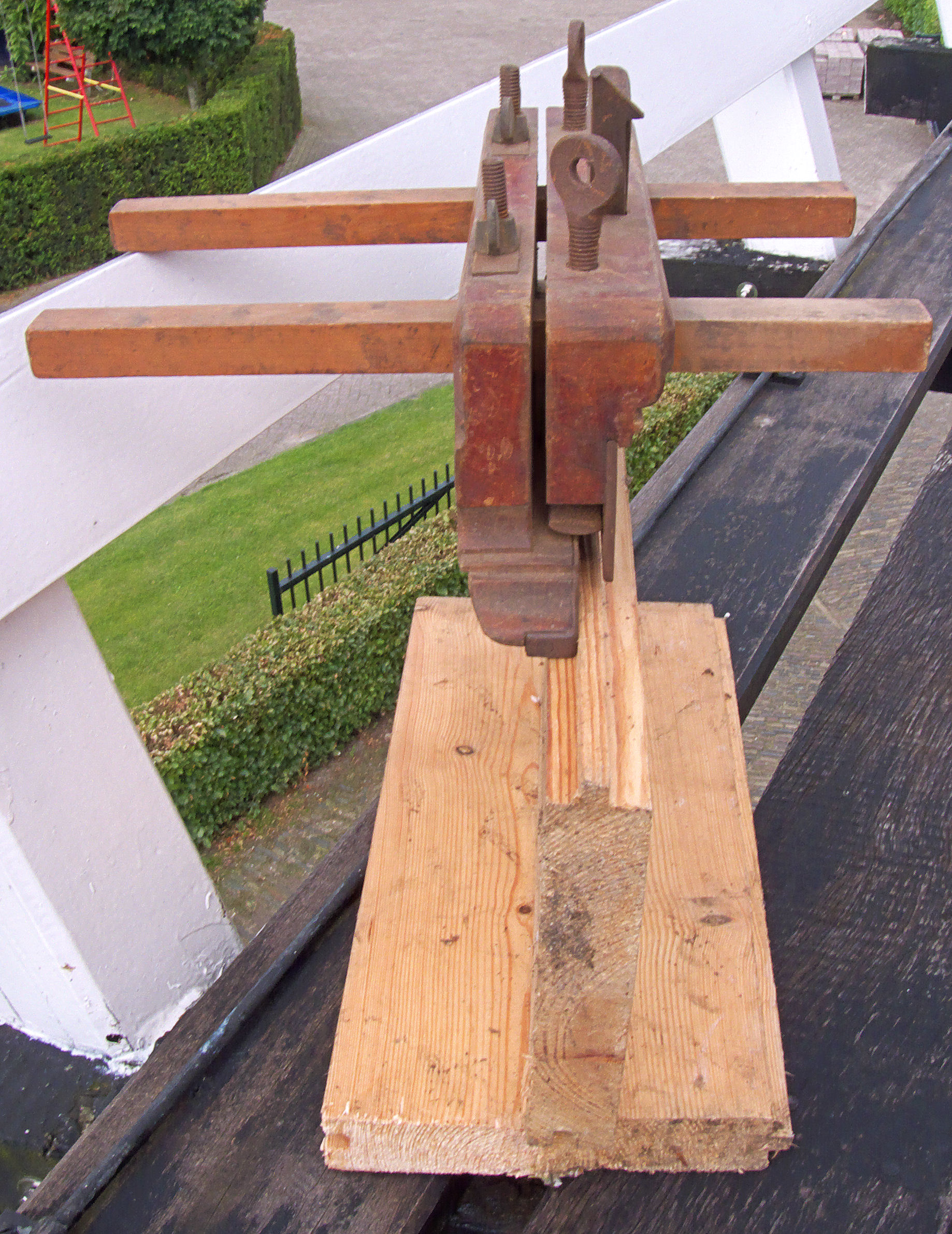
Veerploeg
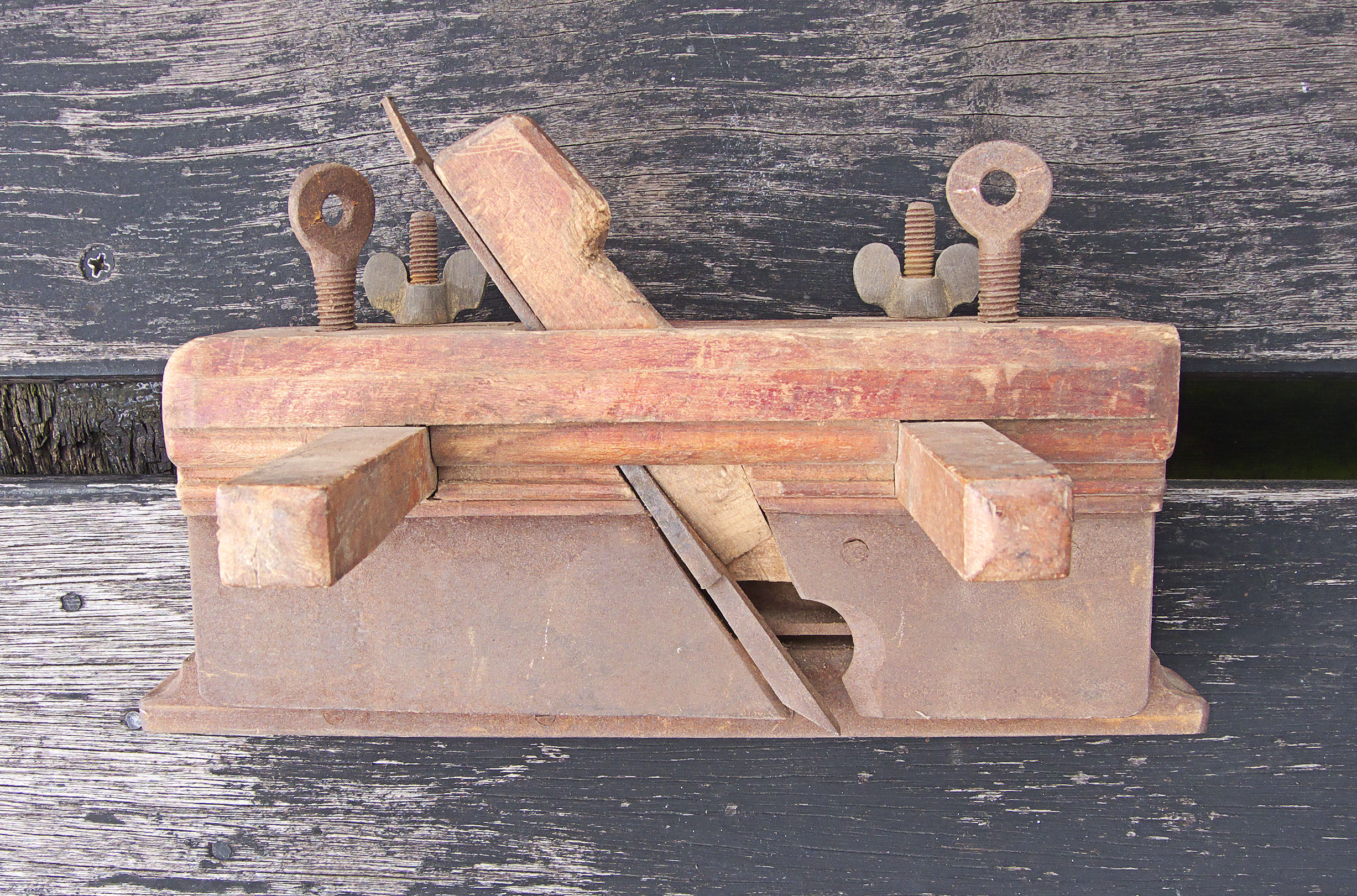
Veerploeg